# Teatro dell'Opera di Oslo
Il Teatro dell'Opera di Oslo anche opera reale norvegese (Operahuset) è la sede della Den Norske Opera & Ballett (Norwegian National Opera and Ballet) è il teatro nazionale d'opera della Norvegia.

## Descrizione
L'edificio è situato nel quartiere Bjørvika nel centro di Oslo, sulla punta del fiordo di Oslo. È reso operativo da Statsbygg, l'agenzia governativa che gestisce le proprietà del governo norvegese. La struttura contiene 1.100 stanze per una superficie totale di 38.500 m² (414 000 piedi). I principali posti dell'auditorium sono 1.364 più altri due spazi per le esecuzioni che possono ospitare rispettivamente 200 e 400 posti. Il palco principale è di 16 m di larghezza e 40 m (130 piedi) di profondità. Le superfici esterne angolate dell'edificio sono coperte con marmo italiano e granito bianco e lo fanno apparire come se "sorgesse dall'acqua". È il più grande edificio culturale costruito in Norvegia dai tempi della Nidarosdomen (che fu completato intorno al 1300). Oggi è uno dei teatri più importanti di Europa e il più grande teatro dell'opera scandinavo.

## Storia
Nel 1999, dopo un lungo dibattito nazionale, il legislatore norvegese ha deciso di costruire un nuovo teatro dell'opera in città. Si tenne un concorso di progettazione e, delle 350 iscrizioni ricevute, i giudici scelsero quella di Snøhetta. La costruzione iniziò nel 2003 e fu completata nel 2007, prima del previsto e per 300 milioni di NOK (~ US $ 30 milioni) sopra il budget stabilito di 94,4 miliardi di corone norvegesi (~ US $ 94,4 milioni).
La serata di gala per l'apertura, il 12 aprile 2008 vide la partecipazione di Sua Maestrà il Harald V di Norvegia, la regina Margherita II di Danimarca e Presidente della Finlandia Tarja Halonen e altri leader. Durante il primo anno di funzionamento, 1,3 milioni di persone passarono attraverso le porte dell'edificio.
L'Opera House ha vinto il premio della cultura al World Architecture Festival di Barcellona nel mese di ottobre 2008 e il premio dell'Unione europea 2009 per l'architettura contemporanea.

## La costruzione

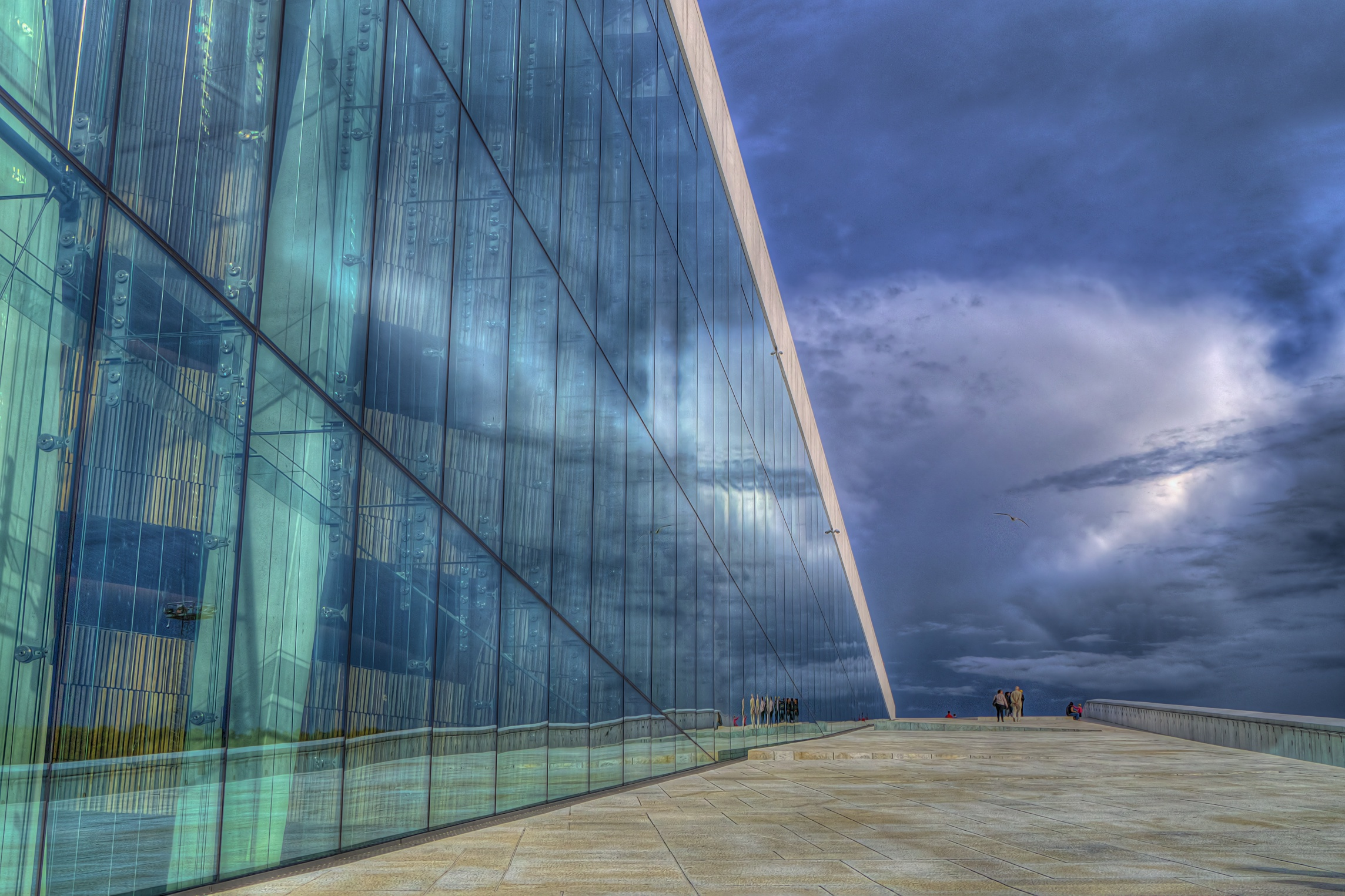
Esterno del Teatro dell'Opera di Oslo

Il tetto dell'edificio fa un angolone al livello del suolo, creando una grande piazza che invita i pedoni a camminare in su e godere della vista panoramica su Oslo. Mentre gran parte della costruzione è coperta di granito bianco e la facciata è in marmo bianco di Carrara italiano, la torre scenica è rivestita in alluminio bianco, in un progetto di Løvaas & Wagle che evoca vecchi schemi di tessitura.
L'atrio è circondato da finestre alte 15 m con una piccolissima cornice e vetro speciale che permette la massima vista dell'acqua. Il tetto è sostenuto da colonne angolari sottili progettate anche per non interferire con la vista.
Le superfici interne sono rivestite in legno di rovere per "portare calore" agli spazi interni, in contrasto con la freddezza degli esterni bianchi. L'auditorium principale è a forma di ferro di cavallo e illuminato da un lampadario ovale contenente 5.800 cristalli fatti a mano. I sedili includono monitor per il sistema dei videolibretti, permettendo al pubblico di seguire i libretti d'opera in norvegese e inglese oltre alla lingua originale.

## Arte

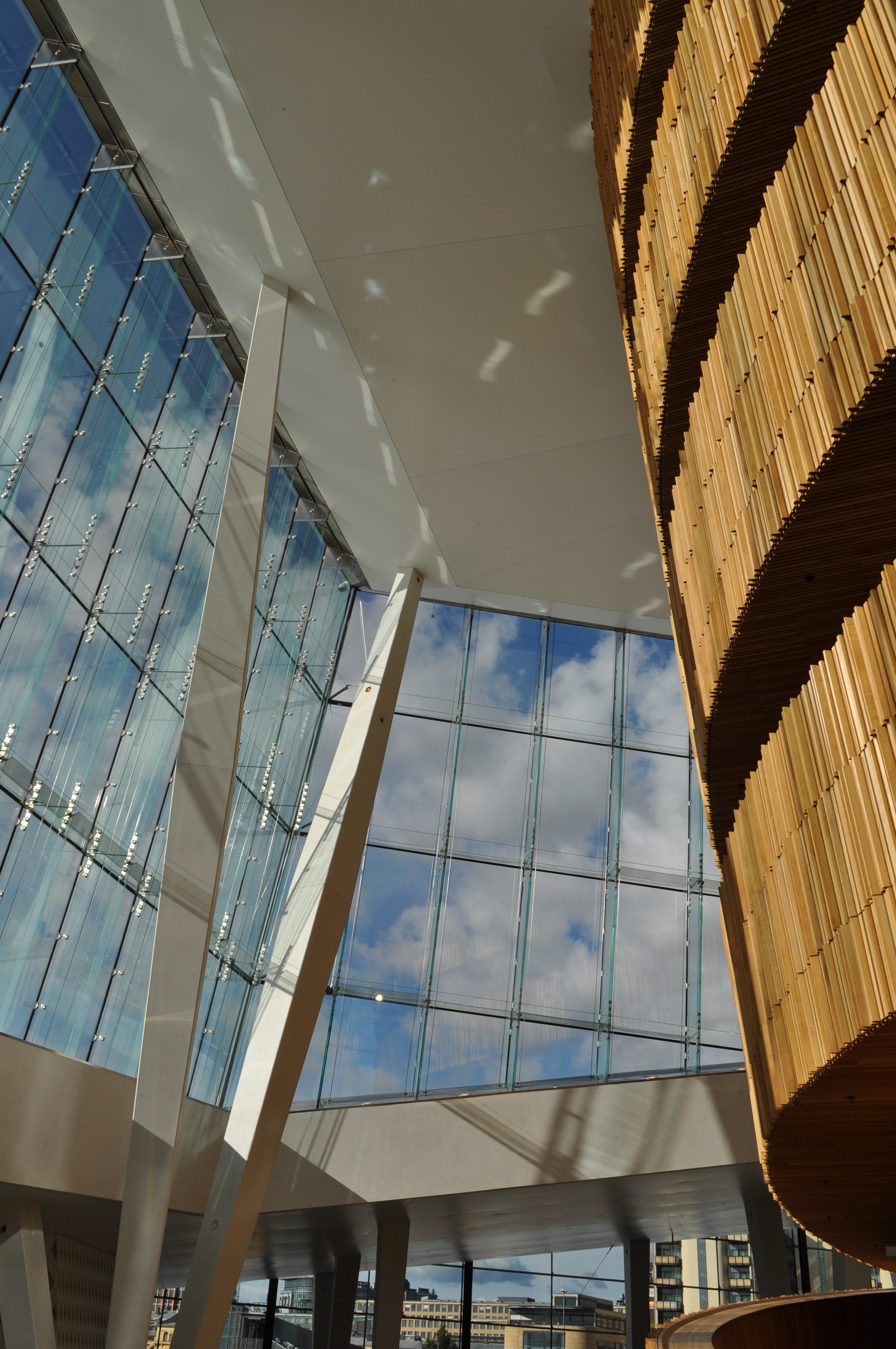
Interno del Teatro dell'Opera di Oslo

Diversi progetti artistici sono stati commissionati per l'interno e l'esterno del Teatro dell'Opera. La più notevole è She Lies, una scultura costruita con pannelli in acciaio e vetro inox da Monica Bonvicini. Esso è installato in modo permanente su una piattaforma di cemento nel fiordo adiacente al Teatro dell'Opera e galleggia sull'acqua in movimento in risposta alle maree ed al vento per creare un volto mutevole per gli spettatori. Il lavoro è stato presentato da Sua Maestà la Regina Sonja di Norvegia in data 11 maggio 2010.
Un pannello forato a parete che copre i sostegni del tetto nella hall è stato progettato da Olafur Eliasson. È dotato di apertura esagonale ed è illuminato da sotto e dietro per creare l'illusione di fusione del ghiaccio. Altri artisti coinvolti nella costruzione sono Kristian Blystad, Jorunn Sannes e Kalle Grude, che ha progettato la forma dei pavé sul piazzale e sul tetto; Bodil Furu e Trine Lise Nedreaas, che ha creato un progetto di film e video; Marte Aas, Talleiv Taro Manum, Tom Sandberg, Gerd Tinglum e Nina Witoszek Fitzpatrick, che ha creato il libro d'arte Site Seeing; e Linus Elmes e Ludvig Löfgren, che ha creato la prima pietra.
Il sipario principale palcoscenico è opera di Pai White che lo ha progettato per assomigliare ad un foglio di alluminio accartocciato. White ha scansionato un pezzo di stagnola accartocciato in un computer che ha trasmesso le informazioni ad un telaio che ha tessuto il sipario da lana, cotone e poliestere per creare l'effetto tridimensionale. Il sipario è stato prodotto dalla società di attrezzature teatrali con sede in Germania Gerriets GmbH. Le misure a tendone finito 74 ft (23 m) di larghezza e 36 ft (11 m) e pesa 1 100 libbre (500 kg).

## Premi
- 2008 World Architecture Festival, Premio Culturale
- 2009 Mies van der Rohe award[8]

## Galleria d'immagini dell'ingresso e del foyer

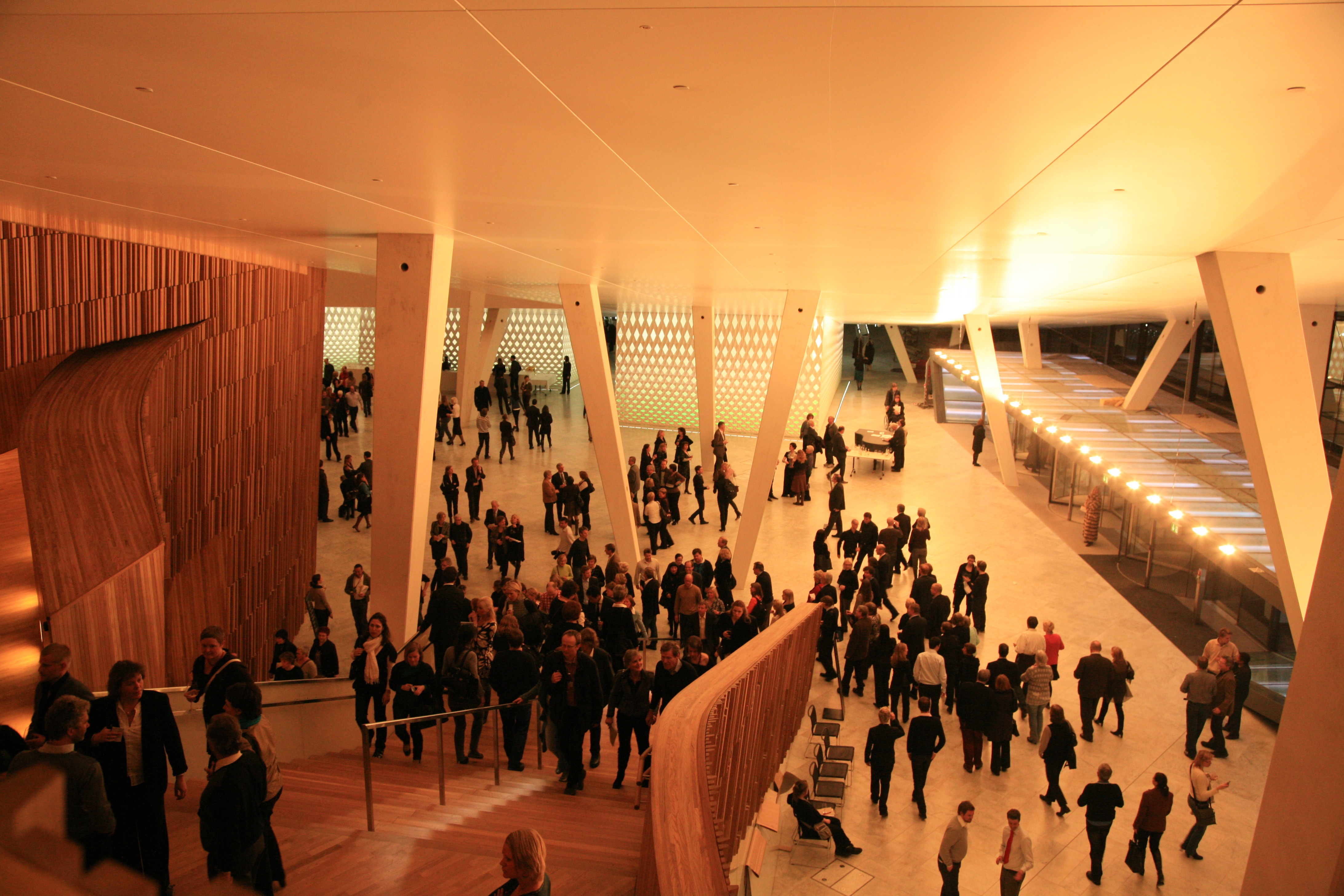
Il pubblico sale le scale nella hall.
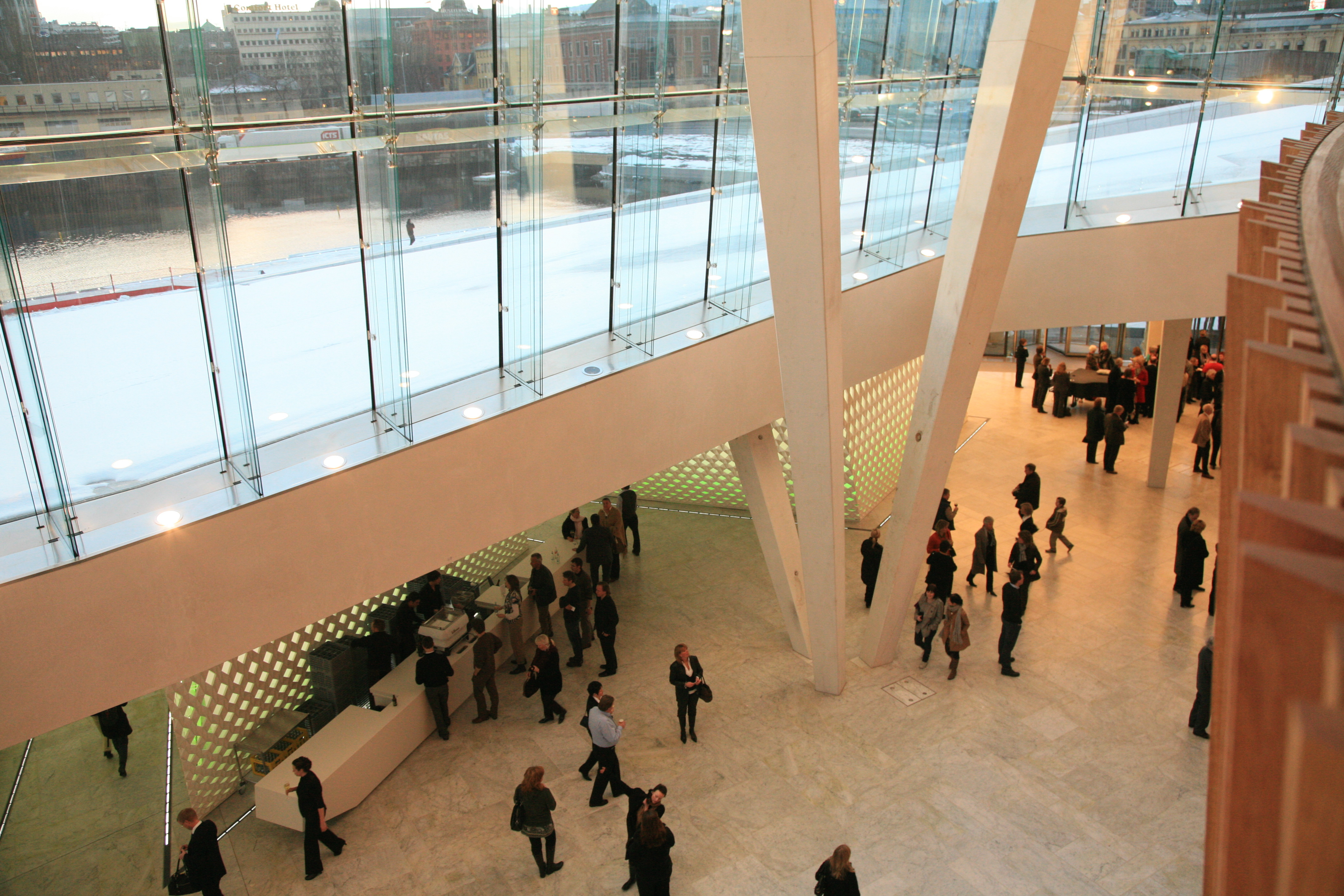
La vista della hall da una balconata.
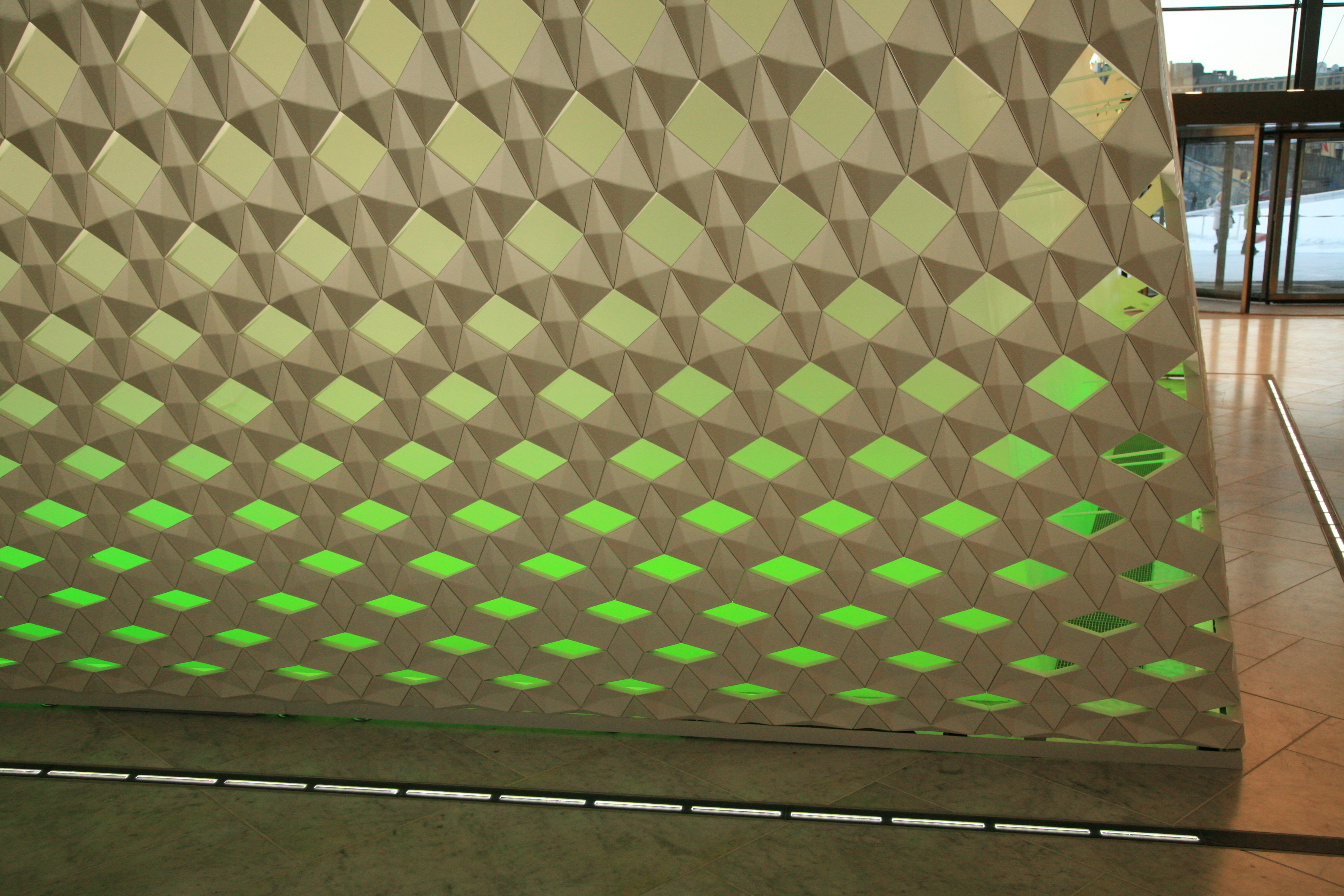
La decorazione di Olafur Eliasson nel foyer.
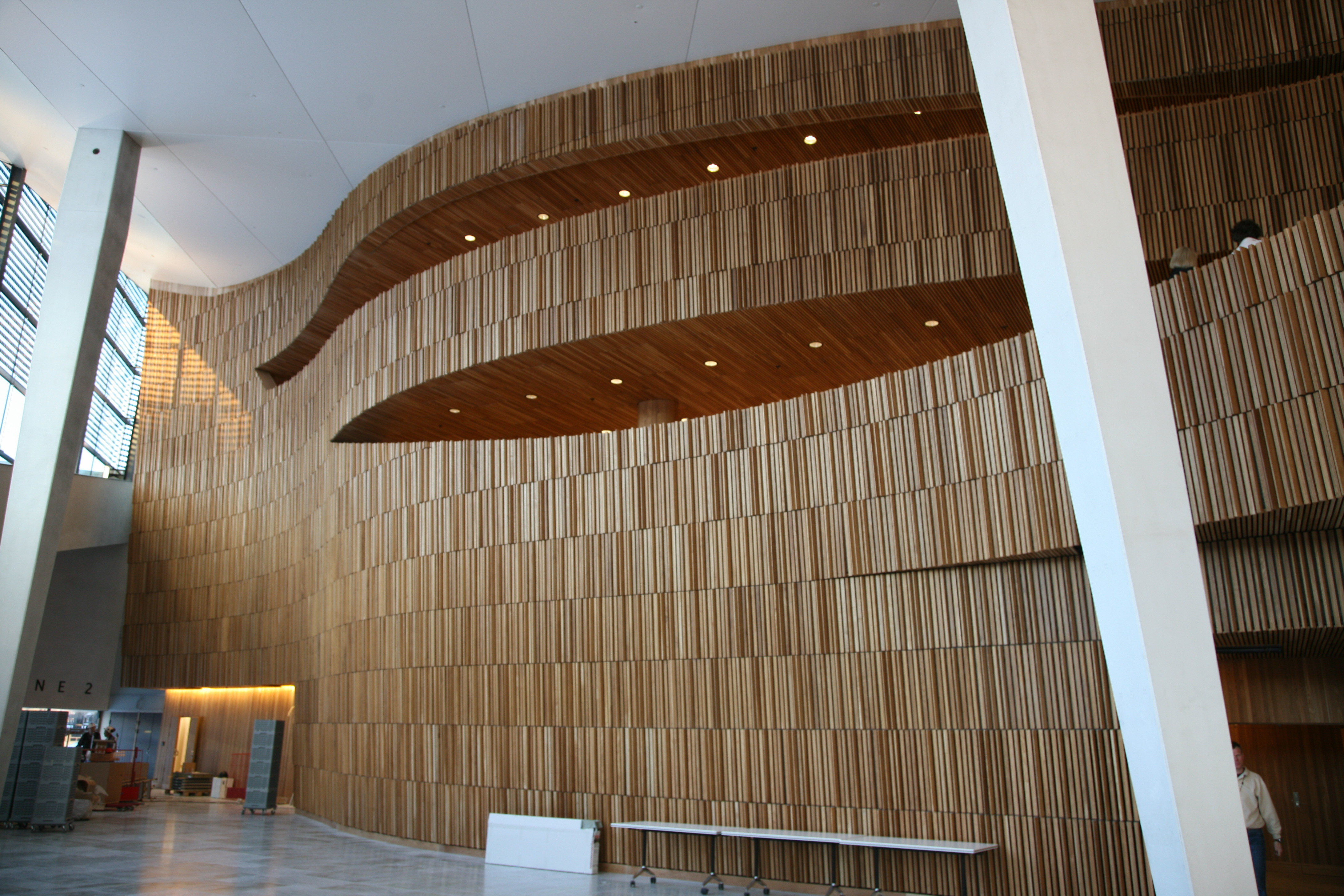
La parete di legno ondeggiante.